# Norway Cup
La Norway Cup è un torneo calcistico giovanile internazionale che si svolge con cadenza annuale ad Ekeberg, in Norvegia, presso l'Ekebergsletta. È organizzato dal Bækkelagets Sportsklub, con l'aiuto di altre società calcistiche della zona di Oslo: Lyn, Furuset, Rustad, Abildsø, Skeid e Vålerenga. È riservata ai ragazzi ed alle ragazze dai 10 ai 19 anni.

## Storia
La prima edizione della Norway Cup è datata 1972, con 420 squadre partecipanti ed 8400 atleti partecipanti. Fin da questa data, la competizione è stata aperta anche alle ragazze, quattro anni prima che la Norges Fotballforbund riconoscesse il loro campionato.
Alla Norway Cup 2000 ha partecipato anche i Freetown Vikings, una formazione sierraleonese che, una volta eliminata, ha visto diversi dei suoi giocatori chiedere asilo politico in Norvegia, non facendo così ritorno in patria.
Nel corso degli anni, la manifestazione ha aumentato i propri partecipanti, fino ad essere riconosciuta come il più grande torneo calcistico giovanile al mondo. Nell'edizione 2016, sono state 2199 le squadre che vi hanno preso parte.